# Gerhard Wagner
Gerhard Wagner, född den 23 november 1898 i Schwerin, död den 26 juni 1987 i Altenkirchen (Westerwald), var en tysk konteramiral. Han ingick i den delegation som under generalamiral Hans-Georg von Friedeburg den 4 maj 1945 undertecknade den tyska kapitulationen i nordvästra Tyskland, Nederländerna och Danmark.
Åren 1941–1944 var Wagner chef för Seekriegsleitungs operativa avdelning. År 1944 dekorerades han med Tyska korset i guld.

### Webbkällor
- Miller, Michael D. & Collins, Gareth. ”Konteradmiral Gerhard Wagner” (på engelska). Axis Biographical Research. Arkiverad från originalet den 14 februari 2013. https://www.webcitation.org/6ER3xbm8e?url=http://www.geocities.com/~orion47/WEHRMACHT/KRIEGSMARINE/Konteradmirals/WAGNER_GERHARD.html. Läst 14 februari 2013.